# Fundes de neu

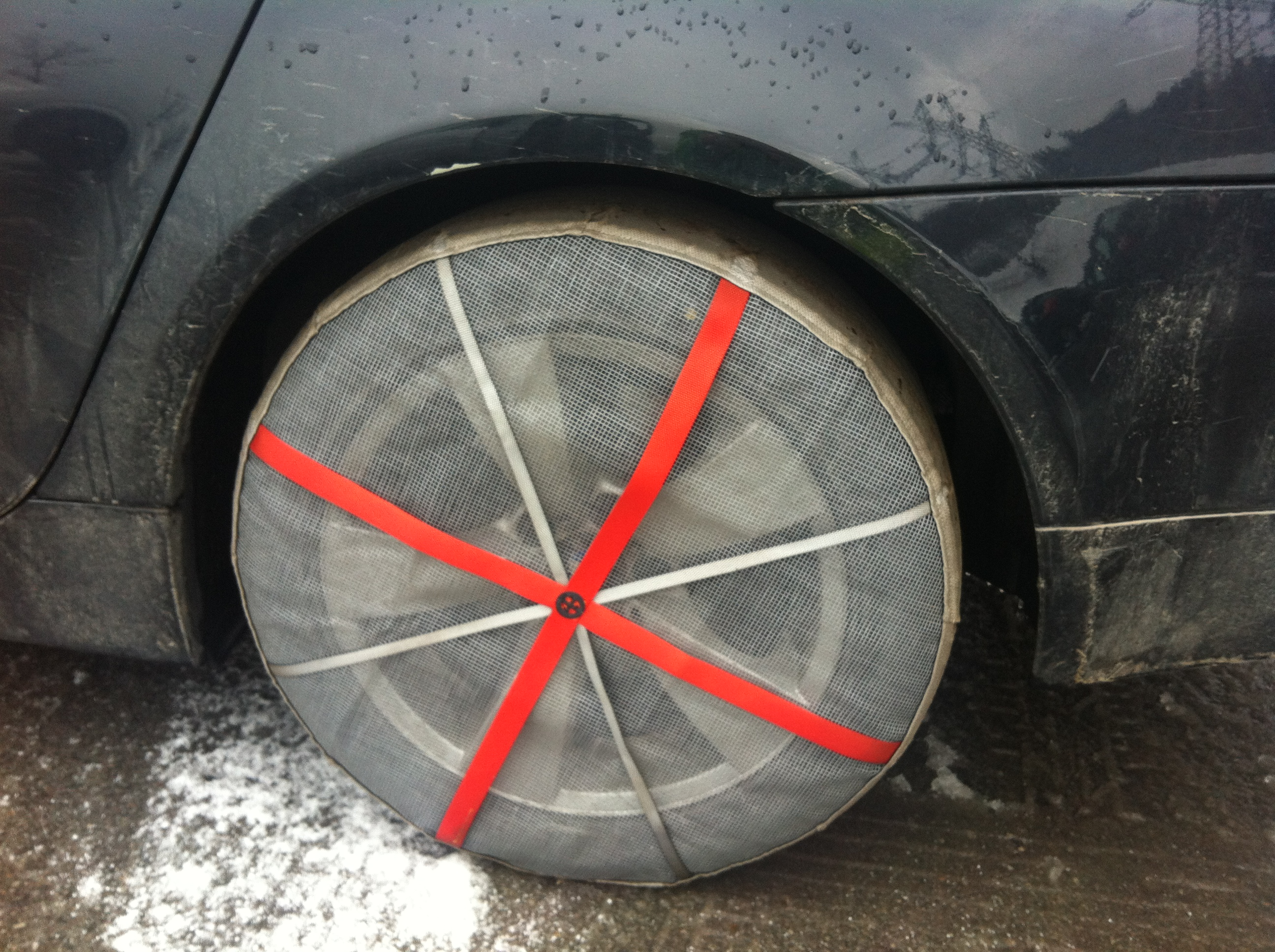
Fundes de neu

Les fundes de neu són una alternativa a les cadenes de neu. Quan els pneumàtics d'hivern no són suficient, aquestes fundes permeten augmentar l'adherència en les carreteres nevades.
Actualment existeixen dos tipus de fundes per a la neu: les fundes tèxtils i les fundes en materials composts. Cal no oblidar que la majoria de les fundes de neu no estan acceptades com a equipament especial per a l'hivern.
- Tèxtils: les fundes de neu tèxtils, que tenen forma de funda de tela, cobreixen el pneumàtic aïllant'l-ho de la neu. Respecte als vehicles actuals, aquestes fundes són perfectament compatibles amb els sistemes de seguretat (ABS, ESP) i no deterioren les llantes d'alumini. El compost principal de les fundes de neu és el polièster, la seva fibra permet l'absorció de l'aigua i augmenta l'adherència. Amb aquest tipus de fundes es pot circular a una velocitat de fins a 50 km/h.

- Materials composts: aquesta innovació va ser creada pel fabricant Michelin, que va crear la primera funda per a neu de materials composts: Easy Grip.[3] Aquest model té una xarxa adaptada a una banda elàstica interior que facilita la seva instal·lació. A més compta amb 150 puntes d'acer que maximitzen l'adherència a la carretera nevada i gel. Aquest tipus de funda de neu també és compatible amb els sistemes ABS i ESP. Aquest model ha estat homologat com a equipament d'hivern.